# Гуазіла
Гуазіла, Ґуазіла (італ. Guasila, сард. Guasila) — муніципалітет в Італії, у регіоні Сардинія, провінція Кальярі.
Гуазіла розташована на відстані близько 390 км на південний захід від Рима, 40 км на північ від Кальярі.
Населення — 2717 осіб (2014).
Щорічний фестиваль відбувається 15 серпня. Покровитель — Vergine Assunta.

## Демографія
Населення за роками:

Станом на 1 січня 2023 року в муніципалітеті офіційно проживало 79 іноземців з 8 країн, серед них 7 громадян країн Євросоюзу.

## Сусідні муніципалітети
- Фуртеі
- Джезіко
- Гуамаджоре
- Ортачезус
- Піментель
- Саматцаі
- Сегаріу
- Серренті
- Вілламар
- Віллановафранка